# Рич, Роберт
Роберт Рич (англ. Robert Rich) — американский эмбиент-музыкант и композитор. Родился в 1963 году, в Калифорнии.
звучание музыки Роберта Рича складывается из  электронных и акустических (флейты, гитары) инструментов, микротональных гармоний, процессинга сигнала с использованием компьютерных технологий, хаотических систем и сетей обратных связей. 
Роберт начал создавать свои аналоговые синтезаторы ещё в 1976 году, когда ему было всего 13 лет, затем он учился в Стэнфордском Центре Компьютерных Исследований Музыки и Акустики (CCRMA).
Роберта вдохновляли работы композиторов-минималистов - Терри Райли и Джона Кейджа, а также немецких музыкантов, работающих в сфере электронной музыки — Клауса Шульце и группы Cluster.
Свой первый альбом «Sunyata» Роберт выпустил в 1982 году. Большинство его следующих записей до 1989 года выпускались в Европе, затем он начал сотрудничать с лейблом Fathom/Hearts of Space, который выпустил «Rainforest» (1989), «Gaudi» (1991), «Propagation» (1994) и «Seven Veils» (1998). Обе его совместные работы со Стивом Роучем (Steve Roach): «Strata» (1990) и «Soma» (1992) занимали первые места в чартах Billboard в течение нескольких месяцев.
Также были и другие совместные записи: «Stalker» (1995, с B. Lustmord), «Fissures» (1997, с Alio Die) и «Outpost» (2002, с Ian Boddy), «Zerkalo» (2008, c российским музыкантом Faryus). Любовь Роберта Рича к творчеству Андрея Тарковского отразилась в названиях его концептуальных альбомов «Сталкер» и «Зеркало».
Треки с различных компиляций и сборников были собраны вместе и выпущены как соло альбомы: «A Troubled Resting Place» (1996) и «Below Zero» (1998). Его группа «Amoeba» (совместный проект с Риком Дэвисом) экспериментировала с атмосферными композициями-песнями, жанр которых Рич определяет как «фолк-эмбиент». Были выпущены 2 диска проекта: «Watchful» (1997) и «Pivot» (2000).
Концертные альбомы, такие как «Calling Down the Sky» (2004) и «Humidity» (2000) задокументировали его уникальные импровизации.
Концертные выступления Роберта Рича проходили в гротах, кафедральных соборах, планетариях, арт-галереях и концертных залах по всей Европе и Северной Америке. Его знаменитые «концерты для сна», когда музыка использовалась в терапевтических целях для помощи людям, страдающим бессонницей, длились всю ночь, были впервые сыграны в 1982 году и стали легендарными в Сан-Франциско. В 1996 он решил возобновить свои ночные концерты и играл их во время своего трёхмесячного тура по всему США, а также вживую на радио. В 2001 Роберт выпустил DVD «Somnium» как квинтэссенцию своих «концертов для сна». В 2014 году выходит продолжение «Somnium» под названием «Perpetual - A Somnium Continuum». Работа выпущена на Blu-ray диске и содержит две композиции: новую «Perpetual» и оригинальный «Somnium». Запись содержит, возможно, самую длинную беспрерывную пьесу (она звучит около 8 часов).
Роберт создавал много музыки для телевидения и телефильмов, включая такие фильмы, как «Pitch Black», «Crazy Beautiful», «Behind Enemy Lines». Так же он писал музыку для фильмов Yahia Mehamdi (Thank you for your Patience, 2003) и Daniel Colvin (Atlas Dei, 2007 — 90 минут музыки Роберта в Surround формате), а также для видеоинсталляций Michael Somoroff (Illumination, 2007).
Рич тесно сотрудничает с производителями электронных музыкальных инструментов. Он создавал музыкальные библиотеки для Emu Proteus 3 и Morpheus, Seer Systems’ Reality, он создал CD c семплами для Things that Go Bump in the Night, ACID Loop Library Liquid Planet, WayOutWare’s TimewARP2600, и для синтезаторов Camel Audio. Роберт создал серию программного обеспечения для композиторов и развивал микронастраивающиеся спецификации для MIDI.
Роберт работает и как саунд-инженер, он «применил своё ухо» ко множеству альбомов во всех стилях. Его студии были посвящены два выпуска журнала Keyboard Magazine, и она известна по всему миру.

## Дискография
- 1981 Sunyata Hypnos
- 1983 Trances
- 1983 Drones
- 1984 LIVE (live)
- 1985 Urdu Urdu
- 1987 Inner Landscapes (live) Hypnos
- 1987 Numena
- 1989 Rainforest
- 1990 Strata (совместно с Steve Roach) Hearts of Space
- 1991 Gaudí Hearts of Space
- 1991 Geometry
- 1992 Soma (совместно с Steve Roach) Hearts of Space
- 1993 Eye Catching by Amoeba
- 1994 Propagation Hearts of Space
- 1994 Trances/Drones (2 discs) Extreme
- 1994 Night Sky Replies (limited edition 3" CD) Amplexus
- 1995 Yearning (совместно с Lisa Moskow) Hearts of Space
- 1995 Stalker (совместно с Brian Lustmord) Hearts of Space
- 1996 A Troubled Resting Place Hearts of Space
- 1997 Watchful by Amoeba, Lektronic Soundscapes
- 1997 Fissures (совместно с Stefano Musso/Alio Die) Hearts of Space
- 1997 Numena + Geometry (2 discs) Hearts of Space
- 1998 Below Zero Side Effects
- 1998 Seven Veils Hearts of Space
- 2000 Humidity (live) (3 discs) Hypnos
- 2000 Pivot by Amoeba
- 2001 Somnium (DVD) Hypnos / Soundscape
- 2001 Bestiary Release/Relapse Records
- 2002 Outpost (совместно с Ian Boddy) DiN
- 2003 Temple of the Invisible Soundscape
- 2003 Calling Down the Sky Soundscape
- 2004 Open Window Soundscape
- 2005 Echo of Small Things
- 2005 Lithosphere (совместно с Ian Boddy)
- 2006 Electric Ladder
- 2007 Illumination Soundscape
- 2007 Music from Atlas Dei Soundscape
- 2007 Eleven Questions (совместно с Markus Reuter) Unsung Records
- 2008 React (совместно с Ian Boddy) DiN
- 2008 Zerkalo (совместно с Faryus) Faria Records
- 2009 Live Archive Soundscape
- 2010 Ylang Soundscape
- 2011 Medicine Box Soundscape
- 2012 Nest Soundscape
- 2013 Sunyata & Inner Landscapes
- 2013 Trances & Drones
- 2013 Morphology
- 2014 Meridiem - A Scattering Time
- 2014 Premonitions 1980-1985
- 2014 Perpetual - A Somnium Continuum Soundscape
- 2015 Filaments
- 2016 What we left behind
- 2016 Vestiges

## DVD
- 2007 Atlas Dei